# Tasciovanus
Tasciovanus (ook wel: Tenvantius) was volgens de legende, zoals beschreven door Geoffrey van Monmouth, koning van Brittannië, tijdens de Romeinse bezetting. Hij was de tweede koning uit de Keltische Catuvellauni stam, zoals beschreven in Gallische Oorlogen van Julius Caesar.  

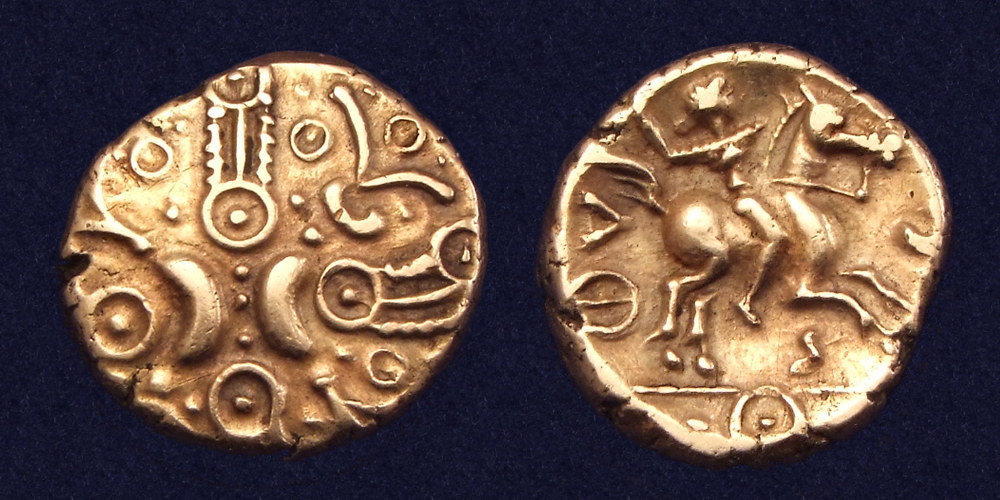
Catuvellauni, Tasciovanus, gouden stater.

Tasciovanus was de tweede zoon van koning Lud, en volgde Cassivellaunus op, zijn oom.
Koning Tasciovanus regeerde van 38 v.Chr. - 18 v.Chr.
Toen koning Lud stierf was zijn zoon Androgeus nog te jong om hem op te volgen. Lud's broer Cassivellaunus werd daarom aangesteld als regent, maar werd later door de edelen tot koning gekroond. Tasciovanus werd benoemd tot hertog van Cornwall, en was adviseur van de koning in politieke kwesties.
Toen Julius Caesar het Britse rijk aanviel stond Tasciovanus zijn oom en zijn broer terzijde in de strijd. Toen de Romeinen na de derde poging slaagden in de verovering van het Britse rijk, vertrok Androgeus met Caesar naar Gallië en later naar Rome, om niet meer terug te keren.
Na Cassivellaunus' dood, zes jaar later, werd Tasciovanus koning. Hij heerste streng maar rechtvaardig.
Tasciovanus werd opgevolgd door zijn zoon Cunobelin, die door William Shakespeare als Cymbeline wordt opgevoerd in zijn stukken.